# Wolfram Manzenreiter
Wolfram Manzenreiter (* 19. März 1964 in Krefeld) ist ein deutscher Japanologe.

## Leben
Von 1989 bis 1993 studierte er Japanologie an der Universität Wien. Von 1994 bis 2004 war er Assistent am Institut für Japanologie (bis 1998/2000) und am Institut für Ostasienwissenschaften (ab 2000) an der Universität Wien. Nach der Promotion 1998 in Japanologie in Wien vertrat er 2004 die Professur für Soziologie und Moderne Gesellschaft Japans an der Universität Duisburg-Essen. Von 2004 bis 2013 war er Assistenzprofessor am Institut für Ostasienwissenschaften an der Universität Wien. 2005 vertrat er die Professur für sozialwissenschaftliche Japanologie an der Heinrich-Heine-Universität Düsseldorf. 2006 war er Gastprofessor an der Universität Paris VII. 2010 war er Gastprofessor an der Ritsumeikan-Universität. Nach der Habilitation 2012 für das Fach Japanologie lehrt Manzenreiter seit Mai 2013 auf der Professur für Japanologie am Institut für Ostasienwissenschaften an der  Universität Wien.
Seine Forschungsschwerpunkte sind moderne japanische Gesellschaft, Soziologie der Globalisierung, Sport und Körperpolitiken, Anthropologie des Glücksspiels und Transnationalismus, Diaspora und Migration.

## Schriften (Auswahl)
- Leisure in contemporary Japan. An annotated bibliography and list of books and articles. Wien 1995, ISBN 3-900362-15-7.
- Pachinko-monogatari. Soziokulturelle Exploration der japanischen Glücksspielindustrie. München 1998, ISBN 3-89129-431-X.
- Die soziale Konstruktion des japanischen Alpinismus. Kultur, Ideologie und Sport im modernen Bergsteigen. Wien 2000, ISBN 3-900362-19-X.
- als Herausgeber mit Ilker Ataç, Michael Fanizadeh und Albert Kraler: Migration und Entwicklung. Neue Perspektiven. Wien 2014, ISBN 978-3-85371-363-1.